# Ghemme (vino)
Ghemme è una DOGC riservata ad alcuni vini la cui produzione è consentita nella provincia di Novara

## Zona di produzione

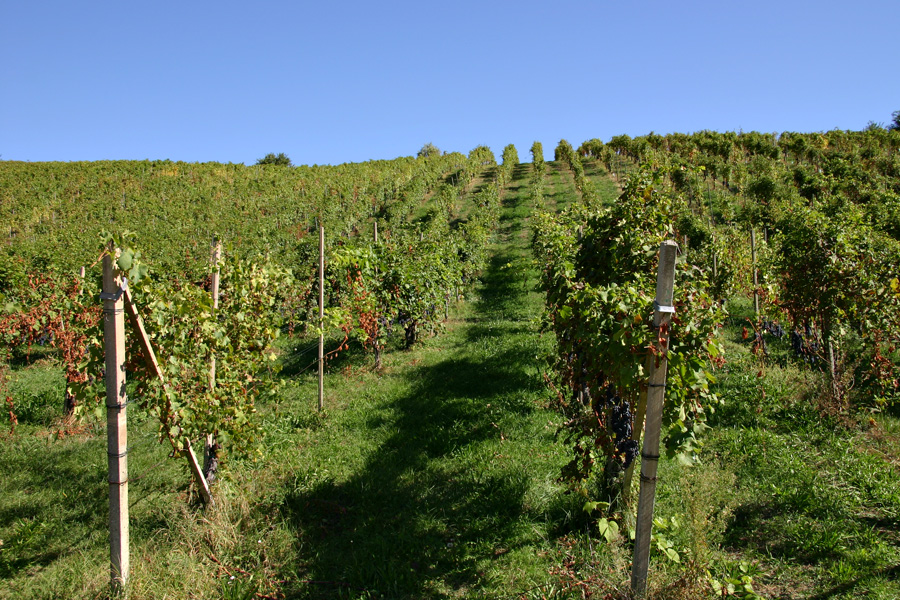
Vigneti di Spanna a Ghemme

La zona di produzione comprende parti dei comuni di Ghemme e Romagnano Sesia

## Storia

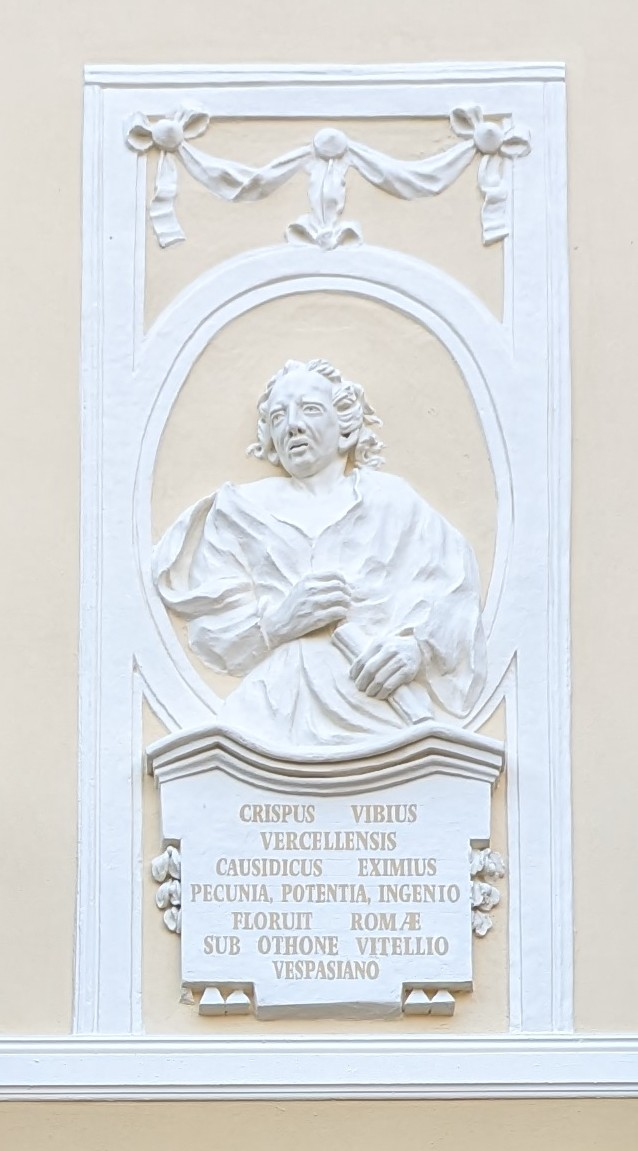
Vibio Crispo

Un'iscrizione su una lapide riferibile a Vibio Crispo (senatore romano ai tempi di Tiberio), rinvenuta nei pressi di Ghemme, prova l'esistenza di attività vitivinicole nel I secolo. 
In quei tempi la località era chiamata Agamium (da cui il nome Ghemme). 
Plinio il Vecchio in Naturalis historia cita un vitigno «spionia» (nome che ricorda lo Spanna, clone locale del Nebbiolo) affermando che l'uva matura alle prime nebbie di autunno, particolarità delle uve di Nebbiolo. 
Nel Medioevo lo Spanna diventa il vino ufficiale dei signori di Milano Visconti e Sforza, costituendo l'80% dei vini consumati a corte.
In tempi più recenti, esattamente nel 1871, lo storico Carlo Dionisotti, citando Plinio parla del metodo di coltivazione della vite e asserisce che nella zona del Ghemme è «ancora praticato come allora». 

Non mancano citazioni letterarie: nel primo capitolo di Piccolo mondo antico, del 1895, Antonio Fogazzaro cita il "vin di Ghemme" come accompagnamento di un pranzo organizzato dalla marchesa Maironi; Mario Soldati nel racconto L'albergo di Ghemme lo decanta con queste parole: 

## Tecniche di produzione
Le operazioni di cantina e di invecchiamento devono essere eseguite nel seguenti comuni:
- in provincia di Novara: Barengo, Boca, Bogogno, Borgomanero, Briona, Cavaglietto, Cavaglio d'Agogna, Cavallirio. Cressa, Cureggio, Fara Novarese, Fontaneto d'Agogna, Gattico, Ghemme, Grignasco, Maggiora, Marano Ticino, Mezzomerico, Oleggio, Prato Sesia, Romagnano Sesia, Sizzano, Suno, Vaprio d'Agogna, Veruno e Agrate Conturbia.
- in provincia di Vercelli: Gattinara, Roasio, Lozzolo, Serravalle Sesia.
- in provincia di Biella: Lessona, Masserano, Brusnengo, Curino, Villa del Bosco, Sostegno, Cossato, Mottalciata, Candelo, Quaregna, Cerreto Castello, Valdengo, Vigliano Biellese.

È consentito il travaso tra vini a diverse durate di invecchiamento, fino al massimo del 15%, per una sola volta ogni partita di vino.
La scelta vendemmiale è consentita verso la DOC Colline novaresi nelle tipologie rosso e Nebbiolo (Spanna).
Obbligatoria l'indicazione dell'annata di produzione delle uve.

## Disciplinare
Il Ghemme è stato riconosciuto come DOC nel 1969 ed è diventato DOCG il 14 giugno 1997..

## Tipologie
Sono previste le menzioni  "riserva" e "vigna", per la quale la produzione massima di uve è di 72 q/ha.

### Ghemme
| uvaggio | Nebbiolo (cultivar Spanna) minimo 85.0%; il restante può provenire da Vespolina e Uva Rara anche congiuntamente. |

|                                | Ghemme                                              | Ghemme riserva                                         |
| titolo alcolometrico minimo    | 12,00% vol.                                         | 12,50% vol.                                            |
| acidità totale minima          | 4,50 g/l.                                           | 4,50                                                   |
| estratto secco minimo          | 23,00 g/l                                           | 23,00 g/l                                              |
| resa massima di uva per ettaro | 80 q.                                               | 80 q.                                                  |
| resa massima di uva in vino    | 70%                                                 | 70%                                                    |
| invecchiamento                 | trentaquattro mesi, di cui almeno diciotto in botte | quarantasei mesi, di cui almeno ventiquattro in botte. |

#### Abbinamenti consigliati
Questo vino si abbina a primi piatti con ragù robusti, brasato al Ghemme, arrosti di carne rosse, selvaggina da piuma in salmì e allo spiedo, lepre in civet e tapulone, oltre che a tutti i formaggi stagionati.